# 매니지IQ
매니지IQ(ManageIQ)는 오픈 소스 클라우드 관리 플랫폼이다. 2014년 레드햇이 커뮤니티 프로젝트로 설립했으며 클라우드폼즈(CloudForms) 제품을 기반으로 한다. 다양한 가상화, 프라이빗 클라우드, 퍼블릭 클라우드, 컨테이너 및 소프트웨어 정의 네트워킹 기술을 중앙 집중식으로 관리할 수 있다.

## 특징
매니지IQ는 다음과 같은 기능을 제공한다.
- 셀프 서비스: IT 직원이 사용자에게 새로운 가상 머신 프로비저닝과 같은 자동화된 서비스를 선택할 수 있는 카탈로그를 제공할 수 있다.
- 규정 준수 시행 - IT 부서가 특정 규정 준수 정책을 시행할 수 있도록 한다.
- 최적화: IT 직원이 적절한 크기 조정 및 용량 계획을 사용하여 환경의 리소스 활용도를 최적화할 수 있다.

## 역사
매니지IQ 코드 베이스는 원래 매니지IQ사에서 2006년부터 개발했다. 이 제품은 2007년 EVM(Enterprise Virtualization Manager) 제품군으로 처음 출시되었다. 이후 5년 동안 매니지IQ는 꾸준히 제품을 개선하여 더 많은 고객을 확보했다. 매니지IQ는 2008년에 가트너 쿨 벤더(Gartner Cool Vendor)로 선정되었다.
2012년 12월 레드햇은 매니지IQ를 인수하기로 최종 계약을 체결했다고 발표했다. 인수 후 레드햇은 클라우드폼즈(CloudForms) 제품 이름으로 매니지IQ사의 코드를 출시했으며, 이 코드는 델타클라우드(Deltacloud) 기반의 이전 구현을 대체했다. 최초로 공개적으로 사용 가능한 릴리스는 2013년 후반에 출시된 CloudForms 3.0이었다. 2014년 6월 레드햇은 ‘매니지IQ’라는 프로젝트 이름으로 코드 베이스를 오픈소스화했으며 오픈소스 커뮤니티로서 지속적인 개발을 관리하기 위해 매니지IQ 프로젝트를 설립했다.